# Маммісі

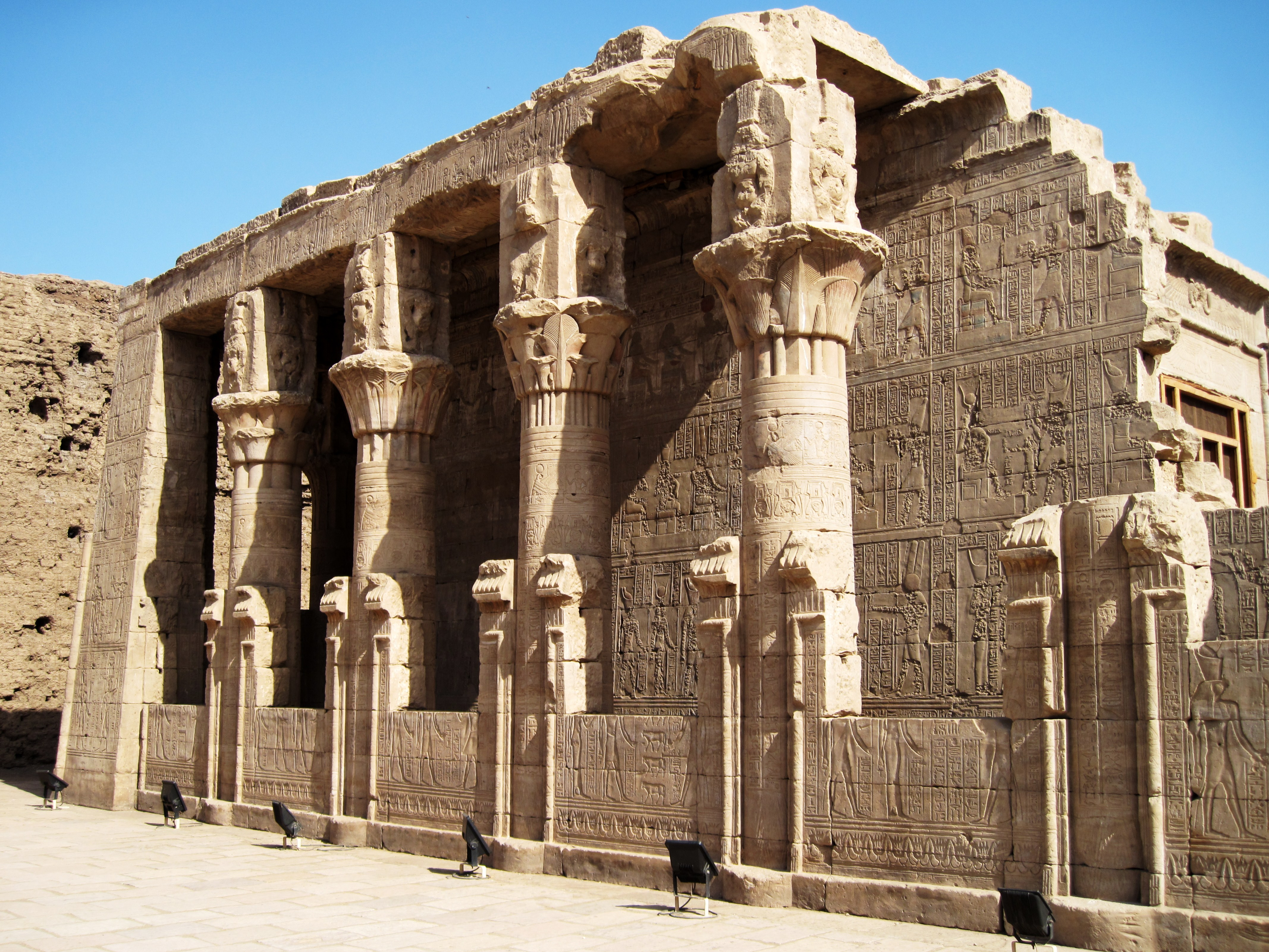
Маммісі в храмовому комплексі, Едфу

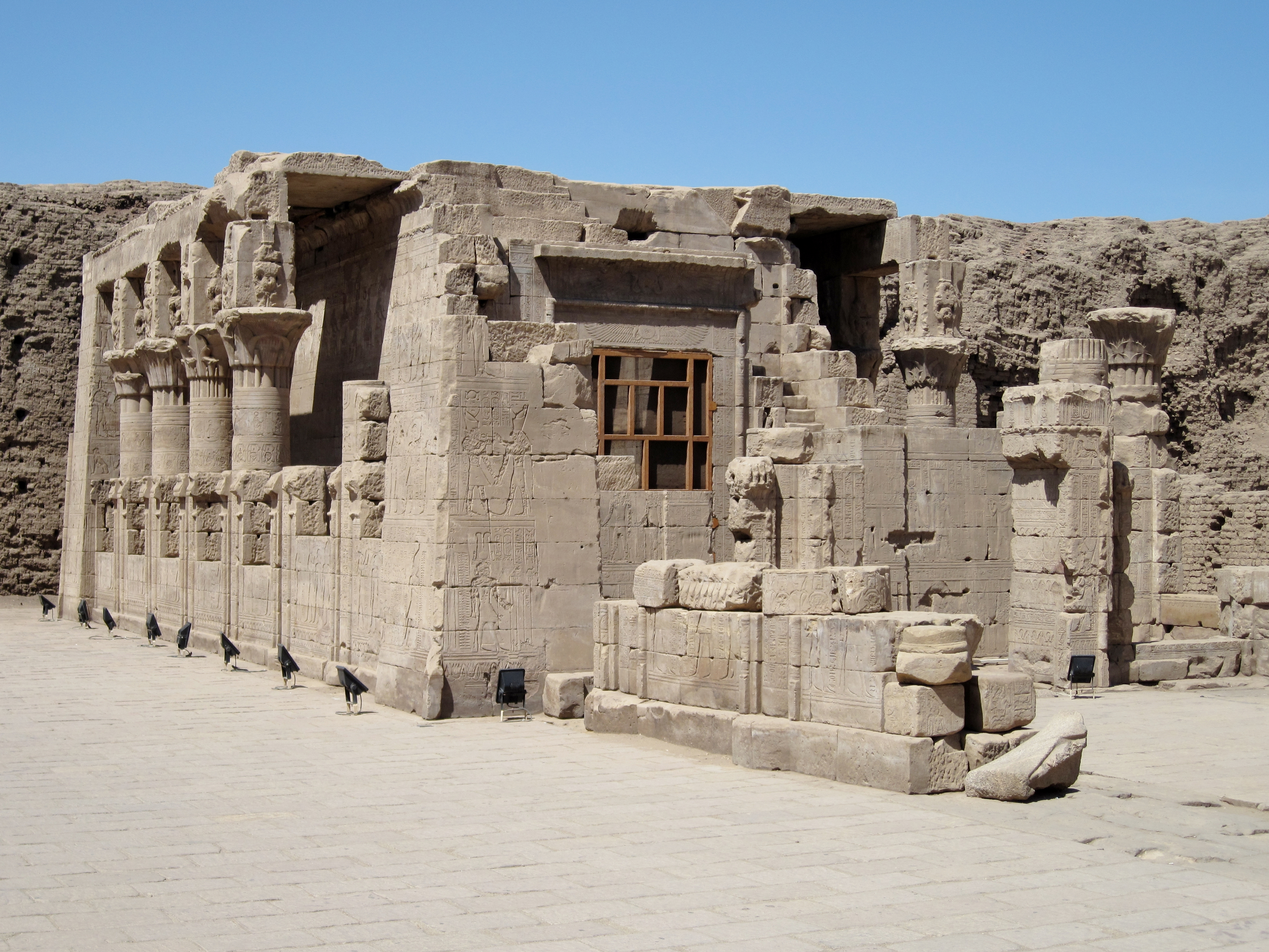
Маммісі в храмовому комплексі, Едфу

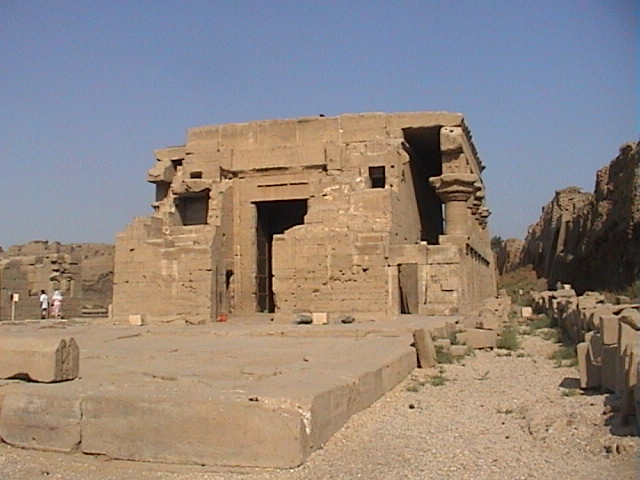
Маммісі у храмовому комплексі міста Дендера

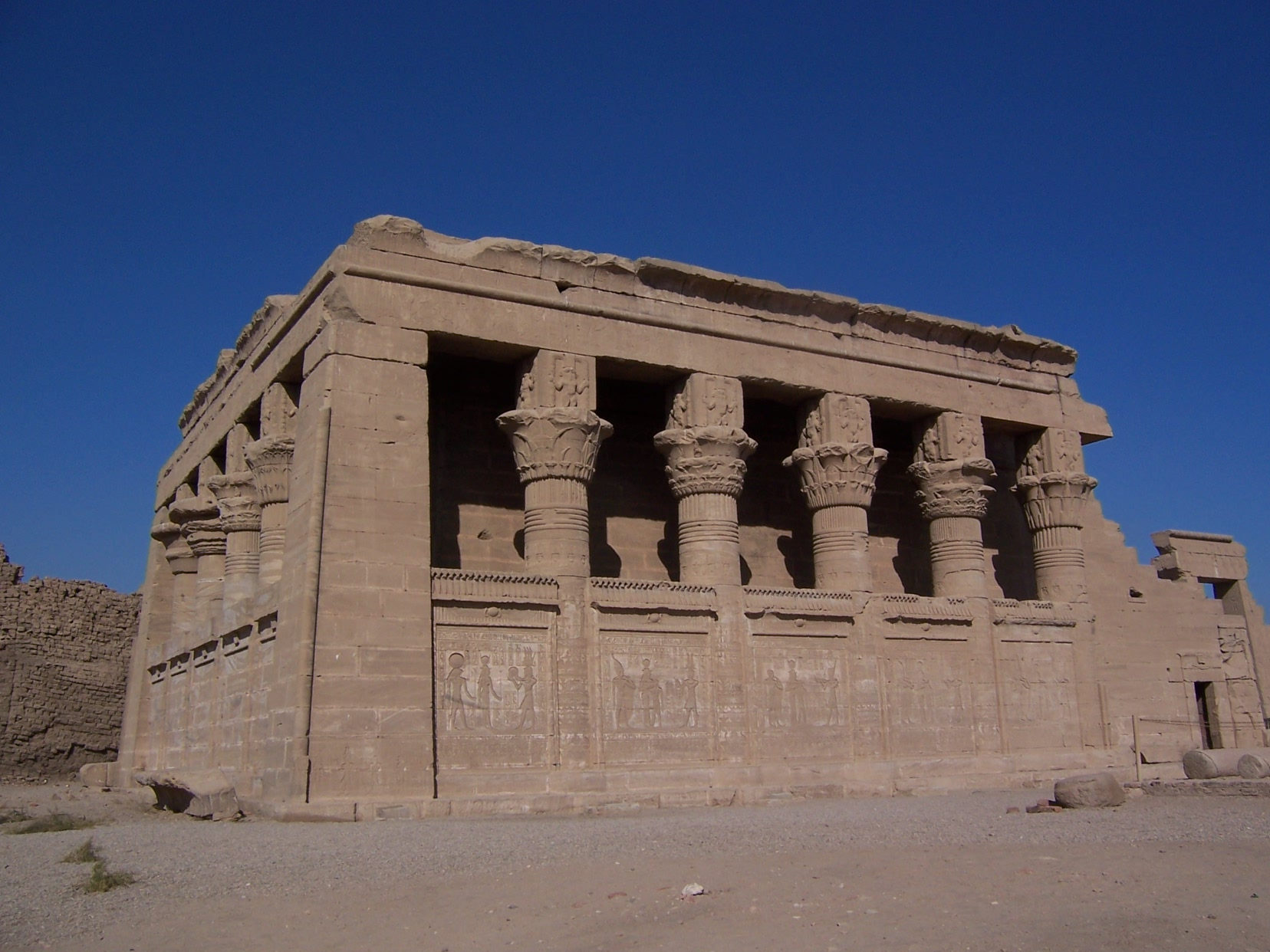
Маммісі в храмовому комплексі, Дендера

Маммісі (дав.-єгип. Пер месі) — найменування частини храмового комплексу в Стародавньому Єгипті, вибудуваної у вигляді невеликого храму та що знаходиться всередині стіни навколо головного храму, у правому внутрішньому куті по відношенню до шляху сакральних процесій.

## Історія
Мабуть, архаїчні типи маммісі на території Стародавнього Єгипту з'явилися ще в неолітичний, додинастичний період його історії, коли подібні споруди — тільки з дерева і з листяним дахом — будувалися для утримання там породіль і жінок, що недавно народили, з метою їх ізоляції від інших членів суспільства. На цю спорідненість вказують також такі елементи пізніших храмових будівель, як колони у вигляді стовбурів дерев і рослин; невисокі «колибові», в людський зріст кам'яні стіни споруд, та ін. Археологічно доведено будівництво цих храмових споруд у період між VIII століттям до н. е. і III століттям н. е. Спочатку, починаючи з часу XX династії, в пізніший період  Нового царства, поява в давньоєгипетському культі дитячих божеств з іменною приставкою па-херед (дитина) мало наслідком створення цих видів храмових будівель, що були якимись попередницями пологових будинків і освітньо-медичних центрів при давніших храмах. Пізніше, за часів Птолемеїв роль маммісі істотно змінюється — в цей період роль дитячих божеств у давньоєгипетській релігійній ієрархії зростає, і їх культ вводиться в таких центрах шанування єгипетської божественної тріади, як Дендера, Едфу та Філи.
У пізніший час у давньоєгипетській традиції нерідким явищем була присвята храмового комплексу божественній тріаді (групі з трьох божеств), з'єднаних у констеляції «Батько-Мати-Дитина», в зв'язку з чим їх шанування було виражено в сакральних ритуалах, присвячених таким темам, як «весілля», «народження», «виховання дитини» і «вступ у права спадщини». Під час цих та їм подібних святкувань «Відродження Царства» храми-маммісі служили священним місцем здійснення обрядів.
У греко-римський період святкування в маммісі пов'язані вже з культом божества Беса, зображення якого прикрашають капітелі колон маммісі. «Повернення» Біса, про яке розповідається в міфі про Повернення Богині, у давньоєгипетського населення супроводжувалося радісними танцювальними святами.